# Paola Parra
Paola Natalia Parra Rojas (Bogotá, 21 de marzo de 2001) es una ciclista y bicicrosista de BMX colombiana.

## Biografía
Empezó en el 2011, hace parte de la Selección Bogotá BMX desde 2017 y fue Selección Colombia BMX (Mundial en Zolder, Bélgica 2019).  Además es estudiante de Derecho. Entre sus triunfos, cabe mencionar que ha sido Campeona Distrital (Bogotá 2014, 2016, 2018, 2019), Subcampeona Latinoamericana (Lima 2015), Bronce en II Copa Internacional Mariana Pajón (2019) y ha clasificado entre las diez primeras ciclistas en los Juegos Panamericanos (São Paulo 2019) y Juegos Nacionales de Bicentenario (2019).

## Palmarés
- Campeona distrital 2014
- Subcampeona latinoamericana en Lima-Perú 2015
- Campeona distrital 2016
- Subcampeona en Acumulado de las Válidas Nacionales 2017
- Miembro de la Selección Bogotá de BMX desde 2017
- Campeona de la copa X Nacional de BMX  2017
- Campeona distrital 2018
- Cuarto puesto en el Gran Nacional Categoría Júnior 2018
- III Copa internacional Mariana Pajón 2019
- Campeona II y III Válida Distrital 2019
- Quinto puesto en Campeonato Panamericano de BMX en Brasil 2019, Categoría Junior
- Copa Nacional en Barranquilla 2019, Categoría Júnior
- 6.ª en Juegos Nacionales del bicentenario 2019 en la prueba de contrarreloj
- 6.ª en Juegos Nacionales del bicentenario 2019
- Campeona  Distrital 2019 segundo semestre 2019 Categoría ÉLITE damas
- Subcampeona Copa Navidad 2019 categoría Élite Damas
- Tercer puesto Copa Mundial UCI Bogotá, Colombia 2021 categoría sub-23